# Giandomenico Baldisseri
Giandomenico Baldisseri (20. únor 1938, Ravenna, Italské království – 1985) byl italský fotbalový brankář.

## Kariéra

### Klubová
Vyrůstal jako fotbalista v Cervii. V roce 1956 odešel do Ceseny, kde v 18 letech debutoval. Poté v roce 1958 hrál krátce ve SPALu, kde také debutoval v nejvyšší lize 26. října 1958 proti Boloni, pak byl poslán na hostování do Reggiany a Benátek, kde slavil vítězství postup do Serie A. V roce 1962 byl prodán do Pordenone, kde hrál dvě sezony. Také dvě sezony odehrál v Riccione a v roce 1966 se vrátil do Ceseny, kde působil jednu sezonu. V letech 1967 až 1970 chytal za Imolu a kariéru zakončil v roce 1972 v Cesenaticu.
Ve své kariéře odehrál celkem 16 utkání v Serii A a 61 v Serii B.
Zemřel v roce 1985. Jeho památce bylo věnováno náměstí před stadionem Germano Todoli v Cervii.

### Reprezentační
Za olympijskou reprezentaci neodehrál žádné utkání. Byl nominaci na OH 1960, kde obsadil 4. místo.

## Úspěchy

### Klubové

#### Národní
- vítěz 2. italské ligy (1x)

Benátky: 1960/61

### Reprezentační
- 1x na OH (1960)